# Quark-Öl-Teig

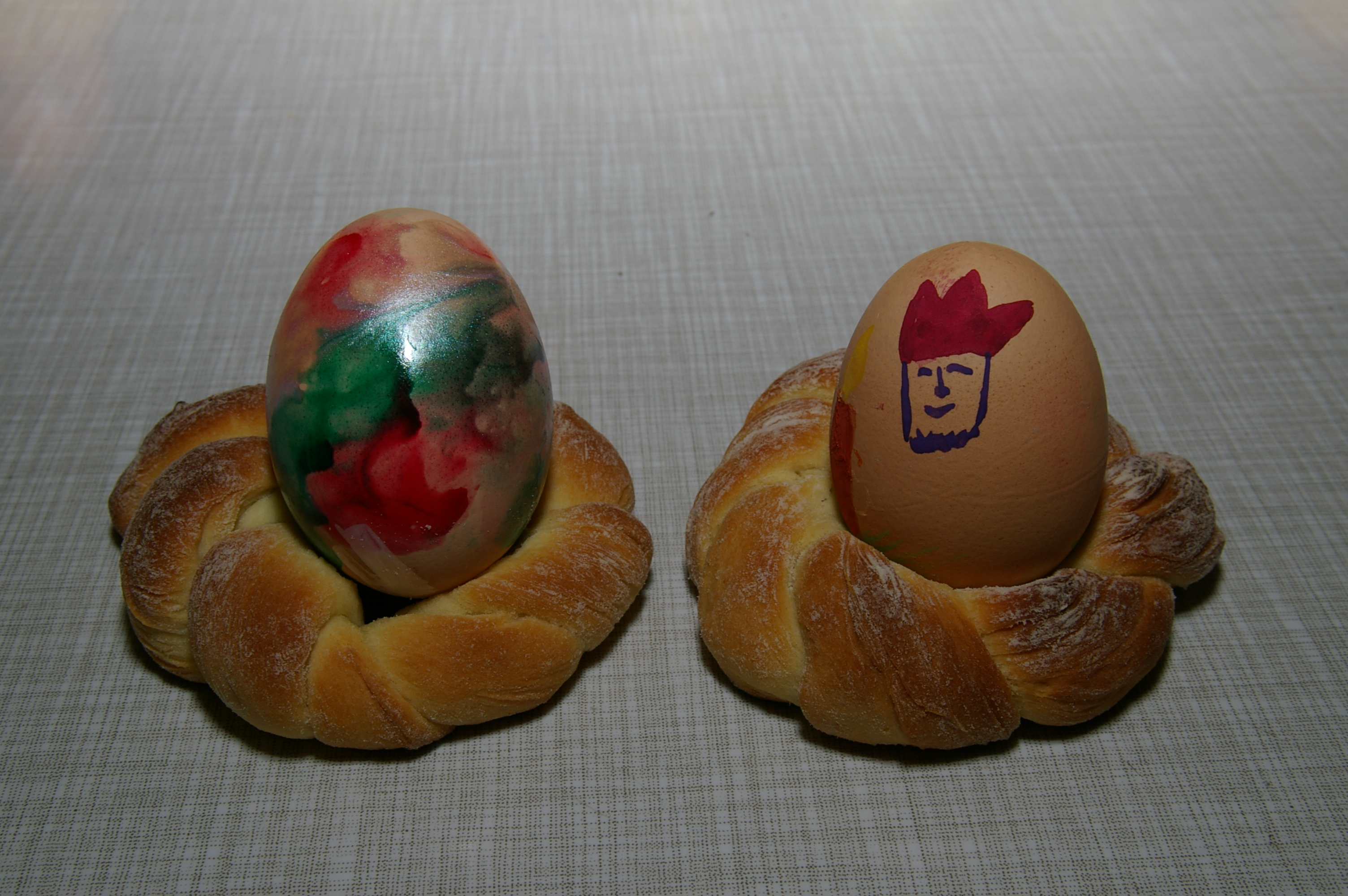
Bemalte Ostereier in Nest, geformt aus Quark-Öl-Teig

Quark-Öl-Teig ist ein Teig aus Mehl, Speisequark, Pflanzenöl, Milch, Eiern und oftmals auch Zucker und würzenden Zutaten wie Vanille und abgeriebener Zitronenschale, mit Zusatz von Backpulver als Triebmittel. Er ist gut knetbar und eignet sich etwa für Blechkuchen, Apfeltaschen oder Schnecken, ohne Zucker auch für herzhaftes Gebäck wie Würstchen im Teigmantel. Er ist insbesondere als relativ schnell zubereiteter Ersatz für Hefeteig geeignet. Wegen des Fettanteils wird Gebäck aus Quark-Öl-Teig im Allgemeinen zu den feinen Backwaren zu rechnen sein.

## Herstellung
Quark, Öl, Eier, Milch, Salz und – wenn im Rezept vorgesehen – Zucker und Aromen werden verrührt. Backpulver und Mehl werden eingerührt, bis die Masse knetbar wird, dann der Rest eingeknetet. Gebacken wird bei 180–220 °C.